# Mała Grań
Mała Grań – grupa skał na Wyżynie Częstochowskiej w miejscowości Rzędkowice w województwie śląskim, w powiecie zawierciańskim, w gminie Włodowice. Skały znajdują się w terenie częściowo otwartym, częściowo zarastającym krzewami i drzewami. Należą do najmniejszych skał w Skałach Rzędkowickich. Mała Grań znajduje się po północno-wschodniej stronie Wysokiej i składa się z czterech niewysokich skał tworzących grań o długości około 110 m. Ostatnią skałą w tej grani jest Baszta.

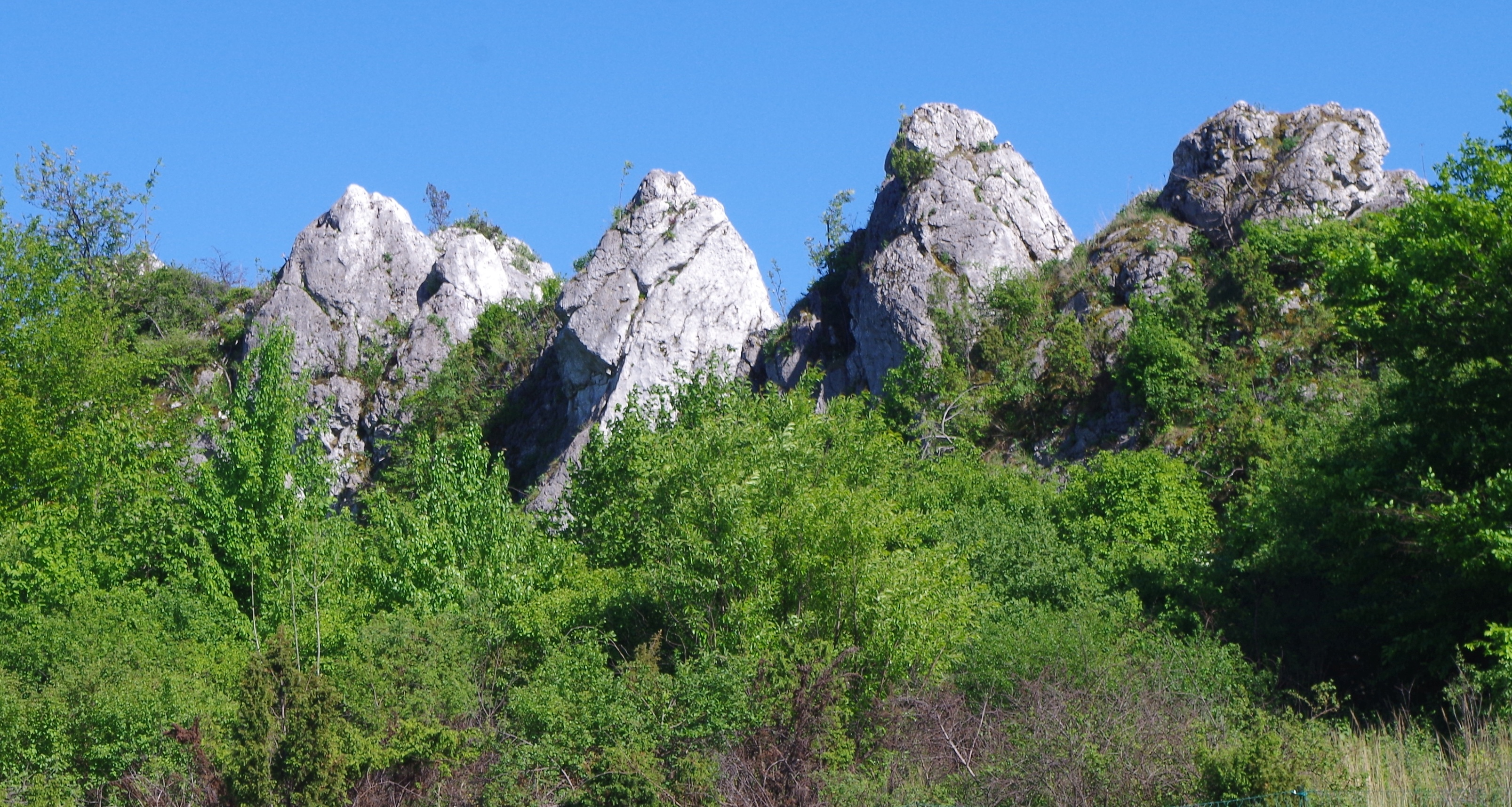
Mała Grań
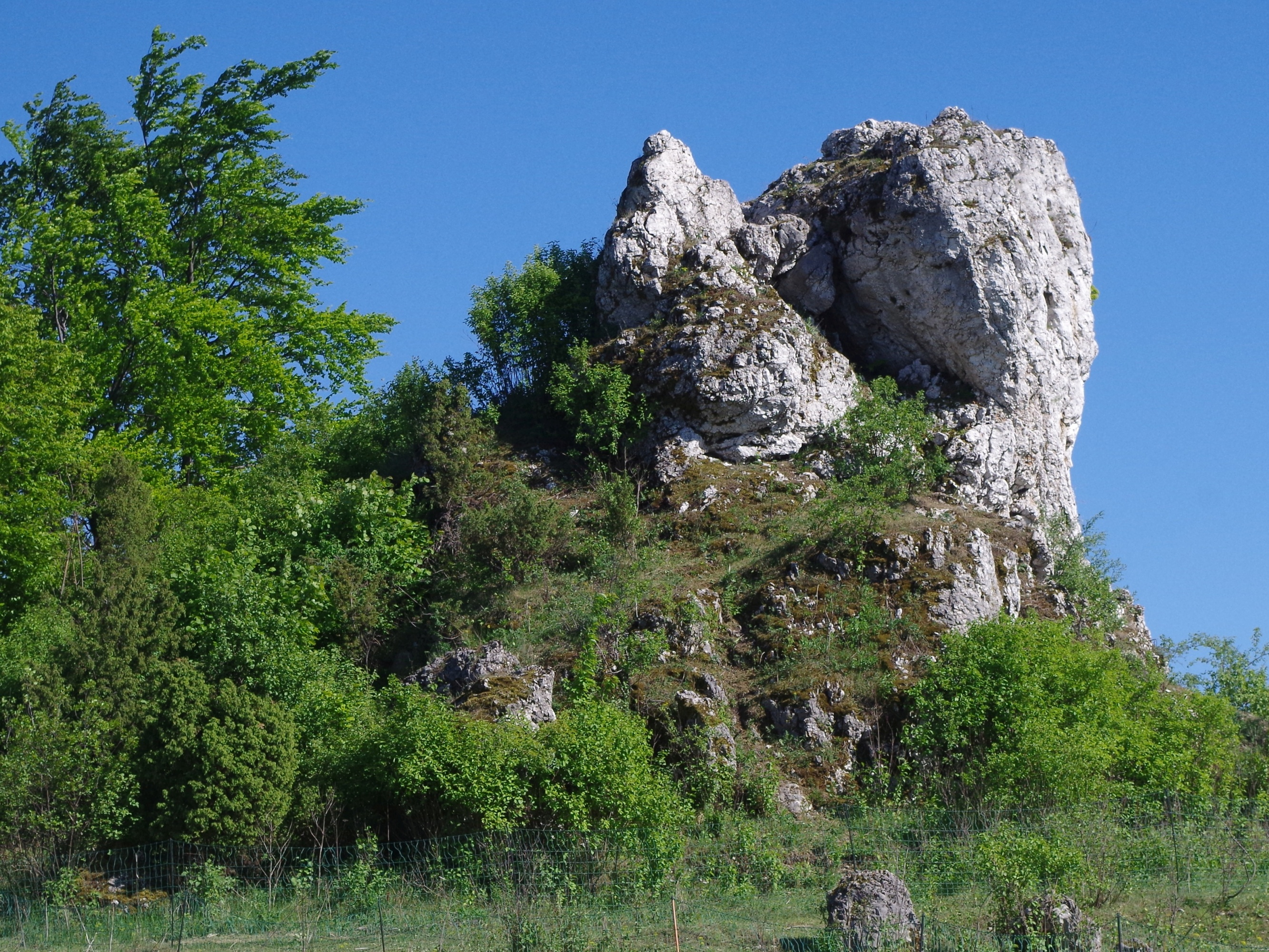
Skrajna, zachodnia skała
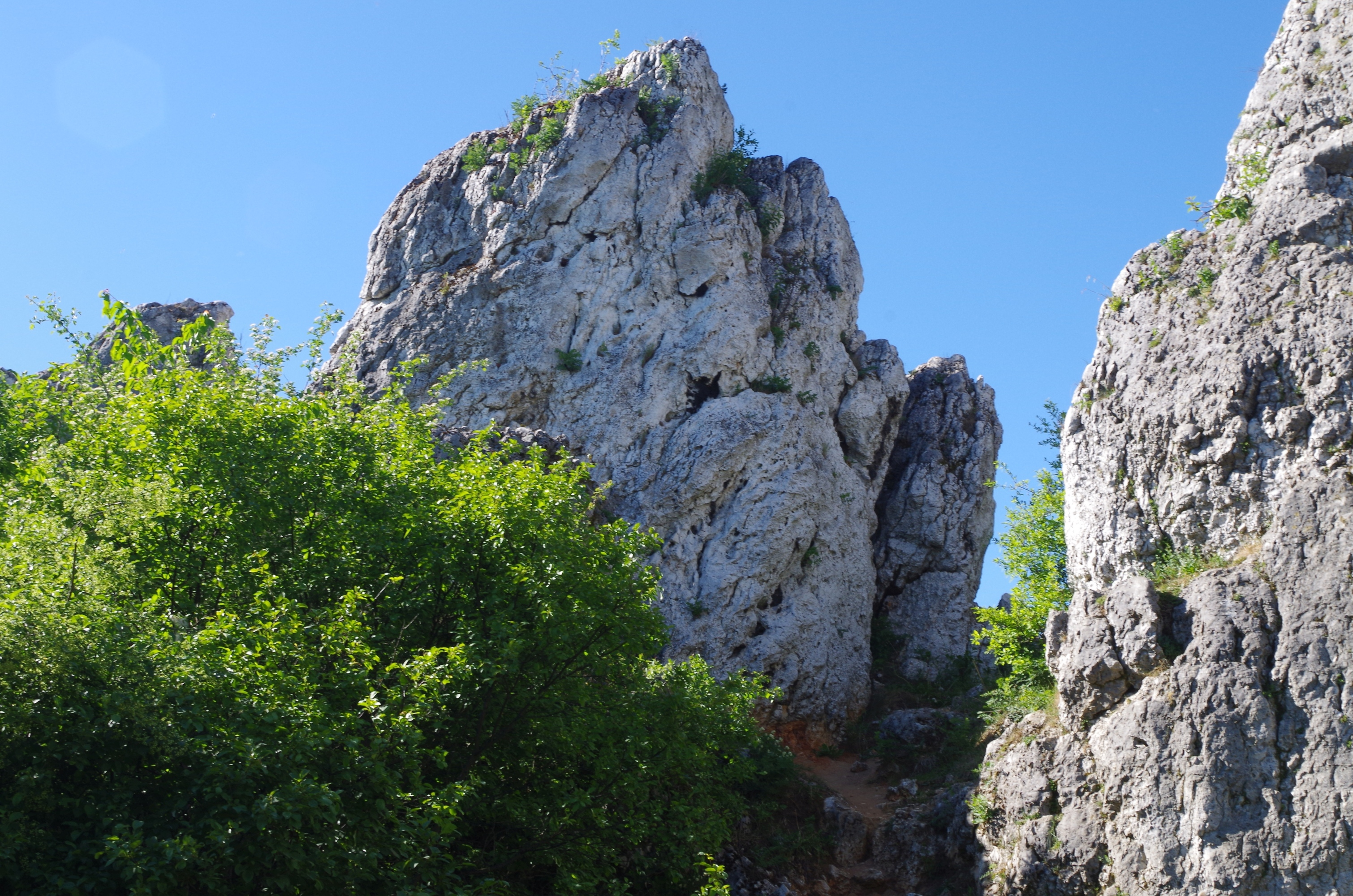
Jedna ze skał
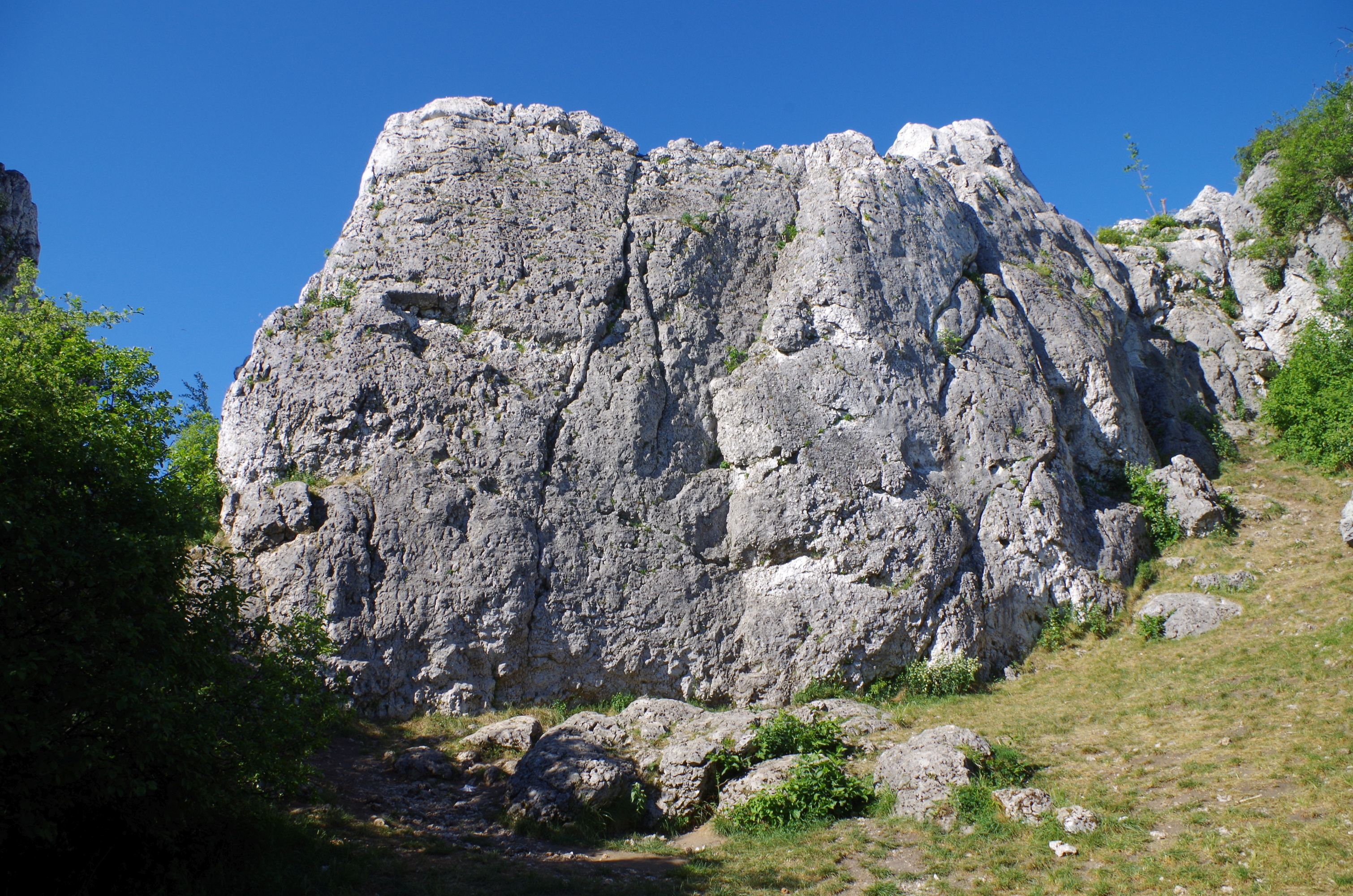
Jedna ze skał

## Wspinaczka skalna
Na Małej Grani uprawiana jest wspinaczka skalna. Skały są pionowe lub przewieszone, mają wysokość do 12 m i znajdują się w pełnym słońcu. Występują w nich takie formacje skalne jak: filar, komin, zacięcie. Jest 9 łatwych dróg wspinaczkowych o trudności od II do V w skali Kurtyki. Do 2017 r. zamontowano tylko kilka ringów zjazdowych (rz) lub dwa ringi zjazdowe drz). Do ich przejścia dróg nie wystarczą same ekspresy. Wśród wspinaczy Mała Grań jest średnio popularna.

1. Małą płytą; II, rz
2. Małą ryska; III, rz
3. Mała zacięciem; III
4. Mała przy zacięciu; III
5. Mała płytka w lewo; IV+
6. Mała rysą; III
7. Mała filarkiem; V
8. Mała krawędzią; IV, 2rz
9. Mała kominkiem; II[3].